# The Triflers
The Triflers er en amerikansk stumfilm fra 1924 instrueret af Louis Gasnier.

## Medvirkende
- Mae Busch som Marjorie Stockton
- Elliott Dexter som Peter Noyes
- Frank Mayo som Monte Covington
- Walter Hiers som Chick Warren
- Eva Novak som Beatrice Noyes
- Lloyd Whitlock som Teddy Hamilton